# Диоцез Виборга
Диоцез Виборга (дат. Viborg Stift) — один из десяти диоцезов Церкви Дании. Охватывает восточную и центральную части Ютландии. По данным 2016 года диоцез имеет самый высокий процент прихожан в Дании — около 85%.
Кафедральным собором диоцеза является Кафедральный собор Виборга.

## Епископы
- Якоб Шенинг: 1537 — 1549
- Кьелд Юэль: 1549 — 1571
- Педер Тёгерсен: 1571 — 1595

- вакантно (1595 — 1617)

- Ганс Иверсен Вандал: 1617 — 1641

- вакантно (1641 — 1661)

- Педер Вилладсен: 1661 — 1673
- Сёрен Глуд: 1673 — 1693
- Хенрик Гернер: 1693 — 1700
- Варфоломей Дейхман: 1700 — 1713
- Каспар Вильдхаген: 1713 — 1720
- Сёрен Линтруп: 1720 — 1725
- Йоханнес Треллунд: 1725 — 1735
- Андреас Вольдике: 1735 — 1770
- Кристиан Майкл Роттболл: 1770 — 1780
- Педер Тетенс: 1781 — 1805
- Йенс Блох: 1805 — 1830
- Николай Эсмарк Оллгаард: 1830 — 1854
- Отто Лауб: 1854 — 1878
- Йорген Свейн: 1878 — 1901
- Альфред Свейструп Поульсен: 1901 — 1921
- Йоханнес Гётче: 1921 — 1936
- Аксель Мальмстрем: 1936 — 1951
- Кристиан Баун: 1951 — 1968
- Йоханнес В. Якобсен: 1968 — 1985
- Георг С. Гейл: 1985 — 1996
- Карстен Ниссен: 1996 — 2014
- Хенрик Стубкъёр: 2014 — настоящее время